# Коменсализъм
Коменсализъм (от латински com mensa – разделяне на трапезата) е взаимоотношение, при което индивидите от един вид намират убежище и храна при друг вид, без да го консумират. Този начин на взаимоотношение допринася за по-пълното усвояване на хранителни вещества.

## Примери
- В гнездо на птица или на гризач, в мравуняк и др. живеят също насекоми и други членестоноги. Те намират там убежище и храна от отпадъците на гостоприемниците си.
- Между лъвът и хиената съществува също коменсализъм, при който след като лъвът се нахрани, хиените (коменсалите) дояждат остатъците от жертвата на лъва.
- Има някои растения (епифити), които се закрепват към дърветата и така по-лесно достигат светлината и влагата.

## Форми
- Phoresy – когато коменсалът използва гостоприемника си за транспорт
- Inquilism – когато коменсалът използва гостоприемника си за жилище (убежище)
- Metabiosis – когато коменсалът използва нещо, създадено от гостоприемника, след смъртта на гостоприемника.
- Хранителен коменсализъм – когато коменсалът използва остатъците от храната на гостоприемника

За разлика от случайните посетители, които са безразлични към избора на убежище или трапеза, коменсалите често са така свързани с хазяина си, че рядко го напускат.